# Diana Mihailopol
Diana Maria Mihailopol (n. 1974) este o regizoare română de teatru. Lucrează pentru Teatrul Bacovia din Bacău și  colaborează cu Teatrul Odeon din București, Universitatea Hyperion din București etc.
Diana Mihailopol este fiica fotografului Aurel Mihailopol și a actriței Rodica Mandache. A colaborat cu mama ei în realizarea mai multor spectacole.

## Lucrări

### Spectacole de teatru
- Delir în doi, în trei, în câți vrei (Eugen Ionescu, Teatrul Bacovia din Bacău și Teatrul Eugene Ionesco din Slatina)
- Marea dragoste a lui Mihail Sebastian (2008, după Jurnalul lui Mihail Sebastian și corespondența lui cu Leni Caler, pr. Teatrul Tony Bulandra din Târgoviște, 26 mai 2008)
Spectacol lectură. A mai fost prezentat sub titulaturile Leny Caler și Iubirile lui Sebastian.
- Lumânările ard până la capăt (Sándor Márai) – spectacol lectură, one woman show
- O soirée cu Alecsandri (2009, după Vasile Alecsandri)
- Șantaj (pr. Teatrul Bacovia)
- Ștefan Voievod în scaunul vremii (2004)
- Tăcerile (Nichita Stănescu, pr. Teatrul Bacovia) – one woman show
- Unde-i mâța, să ne vadă (2009, după Vasile Alecsandri)

### Teatru radiofonic
- S-o mai schimba ceva, nene Iancule? (2006)